# Mad Sin
Mad Sin är ett tyskt psychobillyband som bildades 1987 av Köfte DeVille på sång och trummor, Stein på gitarr och Holly på elbas.

## Biografi
Köfte hade just hoppat av skolan då han tillsammans med gitarristen Stein och Holly som bara spelat kontrabas i fyra veckor. De började att spela på olika barer och i köpcentrum som gatumusikanter runt om i Berlin för att tjäna pengar på turister. De spelade främst rockabilly, country och blueslåtar.
1988 skrev bandet ett kontrakt med skivbolaget Maybe Crazy Records där de sedan gav ut sitt debutalbum 'Chills and Thrills in the Drama of Mad Sin and Mystery. Detta anses idag som ett klassiskt album inom Psychobilly-scenen.
2006 lämnade Stain alias Dr Solido bandet för musikprojekten Nitro 17 och Sunny Domestosz. Han ersattes av Peter1 alias  Necropete från psychobillybandet Nekromantix.
2009 blev Vüdü Matt Mad Sins nya gitarrist.

## Medlemmar
- Köfte DeVille – Sång
- Valle – Kontrabas
- Vüdü Matt – Gitarr
- Andy Laaf – Trummor

### Tidigare Medlemmar
- Holly bas
- Stain alias Dr Solido – Gitarr
- Peter1 alias Necropete
- Niedermeier - Trummor
- Geoff Kresge – Gitarr

## Diskografi

### Album
- Chills and Thrills in the Drama of Mad Sin and Mystery (1988) (Maybe Crazy Records)
- Distorted Dimensions (1990) (Maybe Crazy Records)
- Amphigory (1991) (Fury Records) LP (1993) (Maybe Crazy Records) CD
- Break The Rules (1992) (Maybe Crazy Records)
- A Ticket Into The Underworld (1993) (Maybe Crazy Records)
- God Save The Sin (1996) (Count Orlok Records)
- Sweet & Innocent? ...Loud & Dirty! (1998) (Bonanza Records)
- Survival Of The Sickest (2002) People Like You Records)
- Dead Moon's Calling (2005) (People Like You Records)
- 20 Years In Sin (2009) (People Like You Records)